# Lekanesphaera ephippium
Lekanesphaera ephippium är en kräftdjursart som först beskrevs av Costa 1882.  Lekanesphaera ephippium ingår i släktet Lekanesphaera och familjen klotkräftor. Inga underarter finns listade i Catalogue of Life.